# Glanzinger Pfarrkirche

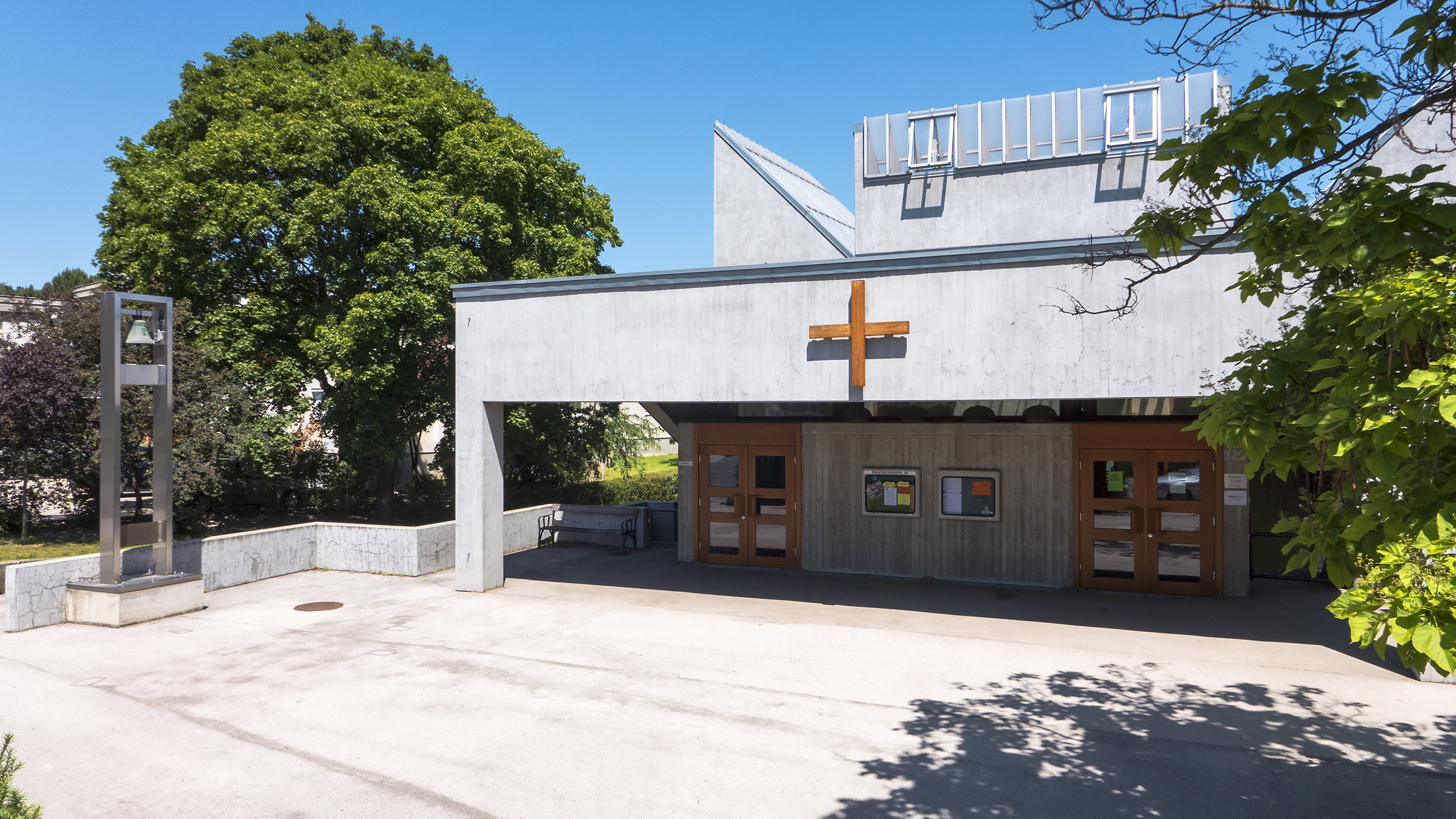
Ansicht von der Krottenbachstraße

Die Pfarrkirche Maria Verkündigung (Glanzinger Pfarrkirche) ist eine römisch-katholische Filialkirche für den Bezirksteil Glanzing im 19. Wiener Gemeindebezirk Döbling. Die Kirche liegt an der Krottenbachstraße in Obersievering.

## Geschichte
Ursprünglich gehörte das Glanzinger Pfarrgebiet zur Pfarre Pötzleinsdorf. Der Weg in die Pfarrkirche war jedoch vor allem im Winter für die Bevölkerung beschwerlich und mit der Zeit erwies sich die Kirche als zu klein. Deshalb wurden die ab dem Jahre 1934 in der Kinderklinik Glanzing abgehaltenen Gottesdienste auch für die lokale Bevölkerung zugänglich gemacht. Die 1937 bereits vorhandenen Pläne für den Neubau einer Kirche konnten durch den Ausbruch des Zweiten Weltkriegs nicht mehr verwirklicht werden. Noch in den ersten Nachkriegstagen, im Mai 1945, wurden erste provisorische Gottesdienste in einer Garage in der Koschatgasse 112 abgehalten. Danach stellte die Stadt Wien bereits im Juli 1945 ein Grundstück in der städtischen Gartenanlage Glanzinggasse für den Bau einer Kirche zur Verfügung. Dort errichtete man zunächst eine Holzbaracke, in der etwa 150 Besucher Platz fanden. Am 29. September 1946 wurde diese Baracke auf den Titel Mariä Verkündigung geweiht. Bis zum Bau einer richtigen Kirche sollte es jedoch noch einige Jahre dauern. 1957 konnte die Kirche einen Versuchsgarten der Hochschule für Bodenkultur (Krottenbachstraße 120) erwerben, in dem sie zwischen 1969 und 1970 nach den Plänen des Architekten Josef Lackner die Pfarrkirche Verkündigung des Herren errichtete.
Die Holzbaracke wurde 1972 abgetragen und in der Siedlung Am Biberhaufen in der Donaustadt bis 2001 als provisorische Kirche weiterbenutzt. Das Gebäude wurde 2015 vom Künstler Reinhold Zisser als „Notgalerie“ adaptiert, 2017–2020 befand es sich bis in einem noch unbebauten Gebiet der Seestadt Aspern.
Am 1. Jänner 2016 wurde die Pfarre aufgelöst und das Gebiet der Pfarre Franz von Sales zugeschlagen. Seither ist die Glanzinger Pfarrkirche eine Filialkirche der Pfarre Franz von Sales.
Die Glocke im freistehenden Glockenträger stammt aus der ehemaligen Notkirche St. Josef im 22. Bezirk und kam 2001 nach Glanzing. Sie erklingt im Ton gis´´, wiegt 70 kg und wurde 1956 von der Glockengießerei Pfundner gegossen.